# Гряда (планетная номенклатура)

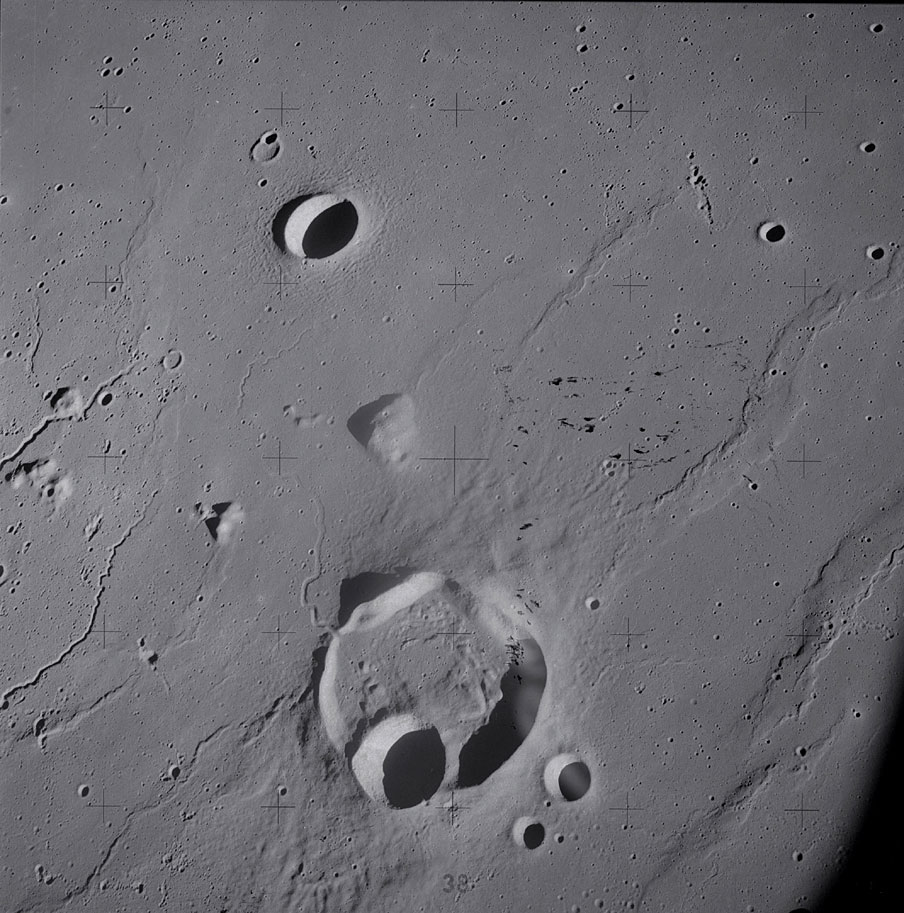
Лунный кратер Кригер и его окрестности, на которых видны гряды («вены») на территории лунного моря, что окружает кратер, а также извилистые борозды вдоль его левого края снимка

Гряда (лат. Dorsum, мн. ч. Dorsa) — линейно вытянутая возвышенность, характеризующаяся относительно мягкими очертаниями вершин и склонов. Гряды являются низкими, извилистыми кряжами. Очень распространены в лунных морях. Относятся к тектоническим формам рельефа, которые сформировались после того, как базальтовая лава остыла и сжалась. Они часто определяют внешнюю форму кольцевых структур, погребенных под поверхностью таких морей, соответствуют круговым формам, что обводят сами моря, а также проходят через вершины гор, выпячиваясь из-под поверхности. Иногда их еще называют венами за их внешнее сходство с человеческими венами, что выпячиваются из-под кожи. Такие «вены» можно обнаружить вблизи кратеров.
Международный астрономический союз даёт названия грядам в честь имён выдающихся людей. На настоящее время выделено более 180 гряд, находящихся на таких небесных телах, как Меркурий, Венера, Луна (Гряды Бёрнет, Гряда Оуэн), Марсе, а также ряде спутников Юпитера, Сатурна и астероидов.